# Tête de Chien (bande dessinée)
Pour les articles homonymes, voir Tête de chien.
Tête de Chien est une série de bande dessinée historique se déroulant pendant le Moyen Âge. Le scénario est signé Vincent Brugeas, le dessin par Ronan Toulhoat et les couleurs par Yoann Guillo. Elle est publiée aux éditions Dargaud, le premier tome est édité en 2023, suivi d'un second une année plus tard.

## Synopsis

### Livre 1
Jehan et Josselin sont deux chevaliers errants qui vont de tournoi en tournoi afin de gagner leur vie en triomphant de leur adversaire du jour. Mais Jehan possède un secret, car sous le haubert se cache une jeune femme...
En quête de fortune et de gloire, tous deux rêvent de défaire le Chevalier Noirci, un combattant solitaire et anonyme, lors d'un tournoi organisé par le comte de Joigny.

### Livre 2
Durant un tournoi à Vervins, en se promenant parmi les tentes, Paulin, l’écuyer de Jehan, entend, par hasard, une phrase bien inquiétante : « La donzelle mourra sur la lice», avant de se retrouver face Chevalier Noirci. Tous sont alors persuadés que Jehan est leur cible.

### Livre 3
Avec la fin de la saison des tournois, Jehan retourne sur les terres de son père et propose à Josselin et Paulin de l'accompagné tandis que le Chevalier Noirci et son écuyer retourne chez eux. Cependant, attaqué par le fils du comte de Joigny et ses hommes, Lancelin est blessé. Tous se retrouverons au Nid d'Aigle un château appartenant au frère du père de Jehan où l'histoire de différent personnage sera découverte.

## Personnages
- Jehan, dit Tête de Chien, jeune femme qui vit déguisée en chevalier errant.
- Josselin, dit Chevron d'Argent, un chevalier errant qui voyage en compagnie de Jehan.
- Paulin, écuyer de Jehan.
- Lancelin, dit Chevalier Noirci, un chevalier errant solitaire et anonyme.
- Maïeul, écuyer de Lancelin.
- Oddard, un chef mercenaire.

## Albums
- 1 Tête de Chien - Livre 1, Dargaud, 26 mai 2023
Scénario : Vincent Brugeas - Dessin : Ronan Toulhoat - Couleurs : Yoann Guillo - 9782505117162
- 2 Tête de Chien - Livre 2, Dargaud, 31 mai 2024
Scénario : Vincent Brugeas - Dessin : Ronan Toulhoat - Couleurs : Yoann Guillo - 9782505118312
- 3 Tête de Chien - Livre 3, Dargaud, 6 juin 2025
Scénario : Vincent Brugeas - Dessin : Ronan Toulhoat - Couleurs : Yoann Guillo - 9782505127499

- HS01 Tête de Chien - Soirée mancelle, Dargaud, 26 mai 2023
Scénario : Vincent Brugeas - Dessin : Ronan Toulhoat - Couleurs : Yoann Guillo
- HS02 Tête de Chien - Le Garulf, Dargaud, 31 mai 2024
Scénario : Vincent Brugeas - Dessin : Ronan Toulhoat - Couleurs : Yoann Guillo